# Cosmisoma gratum
Cosmisoma gratum är en skalbaggsart som beskrevs av Monné och Magno 1988. Cosmisoma gratum ingår i släktet Cosmisoma och familjen långhorningar. Inga underarter finns listade i Catalogue of Life.